# 람베르토 디니
람베르토 디니(이탈리아어: Lamberto Dini, 1931년 3월 1일 ~ )는 이탈리아의 정치가, 경제학자이자 74대 총리(1995~96)이다.
피렌체에서 출생. 피렌체 대학교에서 경제학을 전공하고, 1959년 국제통화기금에 들어가 1976년부터 1979년까지
이탈리아, 그리스, 포르투갈, 몰타를 위한 행정관리로 근무하였다. 그러고나서, 1979년 10월 이탈리아 은행으로 옮겨 1994년 5월까지 은행장을 지냈다.
카를로 아첼리오 참피 당시 이탈리아 은행 총재가 1993년 4월 총리에 취임하자, 그의 뒤를 이으는데 광범히 끝을 이루었으나 안토니오 파치오의 호의에 넘어가고 말았다.
실비오 베를루스코니가 1994년 5월에 첫 내각을 구성하자, 그 아래에서 국고부 장관이 되었다. 베를루스코니와 그의 연합 동료 레가 노르드(Lega Nord)당의 움베르토 보시 사이가 갈라지면서 그 내각이 12월에 무너지고 말았다.
1995년 1월 오스카르 루이지 스칼파로 대통령에 의하여 총리로 임명되었다. 디니 자신은 좌익 정치인으로 주목되지 않음에도 불구하고, 좌익 정당들의 투표를 얻는 데 신임을 받았다. 이론적으로 디니 내각은 기술주의적이었다.
1996년 4월 총선에서 올리브 나무당의 로마노 프로디에게 패하여 총리직에서 물러났다. 그때부터 2001년까지 외무 장관을 지냈다.